# Organometallics
Organometallicsは、アメリカ化学会が発行する隔週査読誌で、主に取り扱う情報は有機金属化学である。トムソン・ロイターによる2014情報誌引用レポートでは、Organometallicsは影響力指標インパクトファクターで4.126 ポイントと評価している。